# Lyonia squamulosa
Lyonia squamulosa är en ljungväxtart som beskrevs av Martens och Galeotti. Lyonia squamulosa ingår i släktet Lyonia och familjen ljungväxter. Inga underarter finns listade i Catalogue of Life.